# Bistum Auchi
Das Bistum Auchi (lat.: Dioecesis Auchianus) ist eine in Nigeria gelegene römisch-katholische Diözese mit Sitz in Auchi. 

## Geschichte
Das Bistum Auchi wurde am 4. Dezember 2002 durch Papst Johannes Paul II. mit der Apostolischen Konstitution Omnium fidelium aus Gebietsabtretungen des Erzbistums Benin City errichtet und diesem als Suffraganbistum unterstellt.  Erster Bischof wurde Gabriel Ghiakhomo Dunia.